# Risque carbone
Le risque carbone est un principe récent en économie, traitant du risque lié à l'émission de gaz à effet de serre par des acteurs économiques en raison de l'utilisation de sources d'énergie carbonées.

## Origine du principe
Le principe de risque carbone dans l'économie est introduit par un article de Florent Pratlong en 2006, puis popularisé par l'ONG anglaise Carbon Tracker et Al Gore à compter de 2011.

## Description
Le risque carbone propose une approche du risque qu'encourt un acteur économique (une entreprise, un secteur, un pays) en fonction de ses choix en matière d'économie carbonée. Considérant qu'un acteur économique, en particulier une entreprise, est responsable de ses choix économiques et de leurs impacts sur le changement climatique (principe de la responsabilité carbone des entreprises, c'est-à-dire le coût additionnel associé aux émissions de CO2 de l'entreprise), ceci fait peser sur cet acteur différents risques liés à la prise en compte de cette « externalité environnementale », selon le principe décrit par l'économiste britannique Arthur Cecil Pigou en 1920.
Le risque carbone est donc l'évaluation du risque que doit supporter l'acteur économique lors de ses choix stratégiques vis-à-vis de la prise en compte des externalités environnementales liées à son activité, dès lors que cet acteur ne les anticipe pas.

## Évaluation du risque carbone
L'évaluation du risque carbone passe d'abord par une quantification de la responsabilité carbone de l'acteur économique. L'« inventaire des émissions [de GES] fournit ainsi une évaluation de l’exposition de la compagnie au risque », indique Pratlong. Cet inventaire permet d'évaluer la vulnérabilité de l'acteur économique vis-à-vis de deux facteurs principaux du risque carbone, :
- le risque financier, qui lui-même comporte plusieurs composantes :
  - par le risque sur le renchérissement des combustibles fossiles,
  - et celui lié à l'accroissement réglementaire induit par les politiques locales, nationales et internationales de limitation des émissions de GES,
- le risque de réputation, lié à l'impact sur son image médiatique d'une politique d'investissement fortement ou faiblement carbonée, qui comporte là aussi plusieurs composantes :
  - le risque auprès de l'opinion publique,
  - le risque vis-à-vis des politiques publiques.

L'évaluation du risque carbone permet par exemple d'anticiper la sensibilité des comptes d'une entreprise vis-à-vis de la mise en place d'une taxe carbone.

## Gestion du risque
Parmi les outils de gestion du risque carbone, il faut citer :
- les démarches directement entreprises par l'acteur économique pour limiter ses émissions de GES (politique d'achat responsable, travaux sur les installations industrielles, changement de source d'approvisionnement énergétique, politique écoresponsable dans le choix des fournisseurs et sous-traitants, etc.) ;
- les marchés de permis d'émission négociable, qui vont donner une valorisation financiarisée du risque à un impact quantifié de l'activité de l'acteur économique dans le changement climatique.

En 2019, le Fonds monétaire international conduit les premiers stress tests climatiques dans les pays les plus vulnérables, notamment aux Bahamas et en Jamaïque. En 2020, la Banque d'Angleterre et la Banque de France décident pour la première fois de mener un stress test climatique sur les bilans des banques et des assurances.

## Positionnement des investisseurs
À titre d'exemple, une limitation des investissements dans les secteurs fortement carbonés (charbon par exemple) est proposée par l'agence de notation Standard & Poor's. En 2015, au moment de la COP21, le risque carbone est mis en valeur lors de certaines discussions, considérant que les enjeux entre risque financier et risque sanitaire et environnemental trouveront une réponse au travers d'une évaluation du risque carbone ; un rapport de Mark Carney, gouverneur de la Banque d'Angleterre, paru en septembre 2015, agite en effet le spectre d'une « bulle carbone » qui peut éclater dans le cas où la décarbonisation de l'économie ne se produisait pas, ou se produisait de manière trop brutale.
Une étude sur 679 compagnies pétrolières américaines entre 1999 et 2018 montre une inflexion depuis l’accord de Paris de 2015. Les entreprises propriétaires des plus grosses réserves prouvées ont une valorisation supérieure aux autres. Celles qui investissent pour développer de nouvelles réserves sont par contre dévalorisées. Les investisseurs pensent donc que les dépenses d’investissement engagées en ce moment pour faire croître les réserves disponibles ont peu de chances d'être utilisées,. 
Un sondage auprès des investisseurs montre également qu'une large majorité considère que les risques financiers liés au changement climatique sont réels et qu’ils se matérialiseront dans les cinq ans à venir.
Des start-up gérées par des scientifiques analysent les risques liés au réchauffement climatique, et les agences de notation ou les fonds de pension se tournent vers elles pour des conseils, y prennent des participations ou bien forment leurs analystes à ce sujet.  
En janvier 2020, Larry Fink, fondateur de BlackRock, premier gestionnaire d’actifs mondial et premier investisseur des compagnies pétrolières, déclare : « Les entreprises, les investisseurs et les gouvernements doivent se préparer à une réallocation significatives des capitaux. »,. Il s'engage à ne plus investir dans les entreprises dont l’activité liée au charbon dépasserait les 25 %, et à utiliser son pouvoir actionnarial pour pousser les directions à prendre plus au sérieux la nécessité de réduire les émissions de gaz à effet de serre. Ces déclarations sont interprétées comme une inflexion majeure de la finance en matière de préoccupations environnementales.
En juillet 2020, Total annonce des dépréciations d'actifs pour 8,1 milliards de dollars, dont 7 milliards liés aux sables bitumineux au Canada et 800 millions liés au gaz naturel liquéfié en Australie, en raison de la faiblesse des cours du pétrole et de ses nouveaux objectifs climatiques. 